# Shinojima Hideo
Shinojima Hideo (jap. 篠島 秀雄; * 21. Januar 1910 im Landkreis Kamitsuga (heute: Nikkō), in der Präfektur Tochigi; † 11. Februar 1975 in Minato, Präfektur Tokio) war ein japanischer Fußballspieler.

## Nationalmannschaft
1930 debütierte Shinojima für die japanische Fußballnationalmannschaft. Shinojima bestritt zwei Länderspiele und erzielte dabei ein Tor. Mit der japanischen Nationalmannschaft qualifizierte er sich für die Far Eastern Championship Games 1930.